# SMS Viribus Unitis
El SMS Viribus Unitis fou un cuirassat de la marina imperial austrohongaresa, el primer cuirassat monocalibre austrohongarès, juntament amb les altres tres unitats de la mateixa classe: el SMS Tegetthoff, el SMS Prinz Eugen i el SMS Szent Istvan. Fou el vaixell insígnia de la marina austrohongaresa durant la I Guerra Mundial.

## Característiques
El Viribus Unitis formava part d'un ambiciós projecte per dotar de moderns cuirassats monocalibre la marina imperial. El disseny original era de l'enginyer naval S. Popper. Després de diversos projectes, presentats davant del comandant en cap de la flota, l'almirall Rudolf Montecuccoli, les dificultats pressupostàries de la corona obligaren a reduir considerablement l'abast del projecte.
Les dificultats pressupostàries es traduïren en algunes deficiències en la protecció i en l'estabilitat del vaixell. En canvi, l'armament principal, format per 4 torres triples de 305 mm fabricades per Skoda, era de gran qualitat i li atorgava una gran potència ofensiva; de fet, era la primera vegada que s'utilitzaven torres triples esglaonades i alguns experts en qüestionaren la seguretat pel risc que respresentaven per a l'estabilitat.

## Activitat
Durant la I Guerra Mundial, ni el Viribus Unitis ni les altres unitats de la classe Tegetthoff entraren en combat amb unitats navals aliades. El 30 d'octubre de 1918 es donà l'ordre d'entregar la flota al nou Estat dels Eslovens, Croats i Serbis, i el Viribus Unitis es convertí en el vaixell insígnia de la nova flota, sota comandament de l'ex capità de la K.u.K. Marine Janko Vuković.
Nogenmenys, malgrat les declaracions de neutralitat del nou estat, el matí de l'1 de novembre dos oficials italians aconseguiren penetrar al port de Pula amb un SLC (una mena de minisubmarí tripulat) i fixar 200 kg de mines al casc del Viribus Unitis. Els oficials italians foren capturats, però l'explosió enfonsà el vaixell amb uns 300 dels seus tripulants i l'almirall Vuković.